# Kreuzgasse (Wien)
Die Kreuzgasse ist eine parallel zur Währinger Straße verlaufende Straße, welche im 18. Wiener Gemeindebezirk Währing liegt und im letzten Stück an den 17. Wiener Gemeindebezirk Hernals angrenzt. Sie beginnt am Währinger Gürtel und endet an der Simonygasse; in ihrer Verlängerung überquert die Kreuzgassenbrücke die Gleise der Vorortelinie der Wiener Schnellbahn und der Straßenzug setzt sich nach der Kreuzung mit der Gersthofer Straße in der Czartoryskigasse fort.

## Infrastruktur
Beinahe über die gesamte Strecke der Kreuzgasse verläuft die Straßenbahnlinie 42. Am inneren Ende der Straße liegt das Allgemeine Krankenhaus der Stadt Wien (AKH) und damit die gleichnamige Station der U-Bahn-Linie U6. Eine weitere öffentliche  Verkehrsanbindung bildet die Straßenbahnlinie 9, welche an den Stationen Vinzenzgasse und Sommarugagasse die Kreuzgasse tangiert.

## Geschichte
Der Name der Gasse geht auf das „rote Kreuz“ zurück, ein Holzkreuz mit eisernem Korpus, welches früher an der Ecke zur Martinstraße stand.

## Bauwerke
Zu den bedeutendsten Bauwerken der Kreuzgasse zählen:
- Lazaristenkirche (Währing) (Ecke Vinzenzgasse)
- Remise Kreuzgasse (der ehemalige Betriebsbahnhof für Straßenbahnen)
- Pfannenstielhof und Lindenhof (gegenüberliegende städtische Wohnhausanlagen der Stadt Wien)

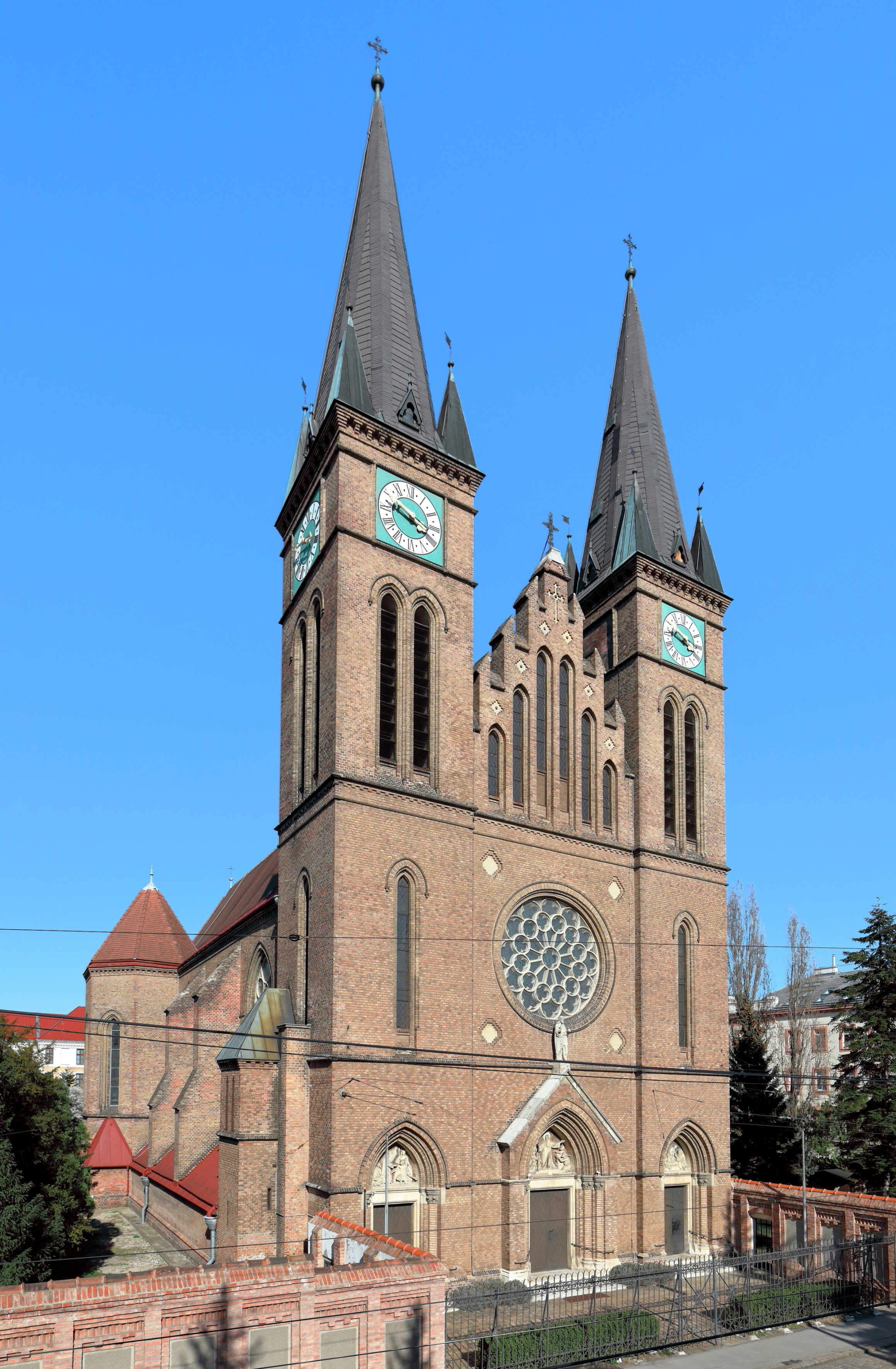
Lazaristenkirche
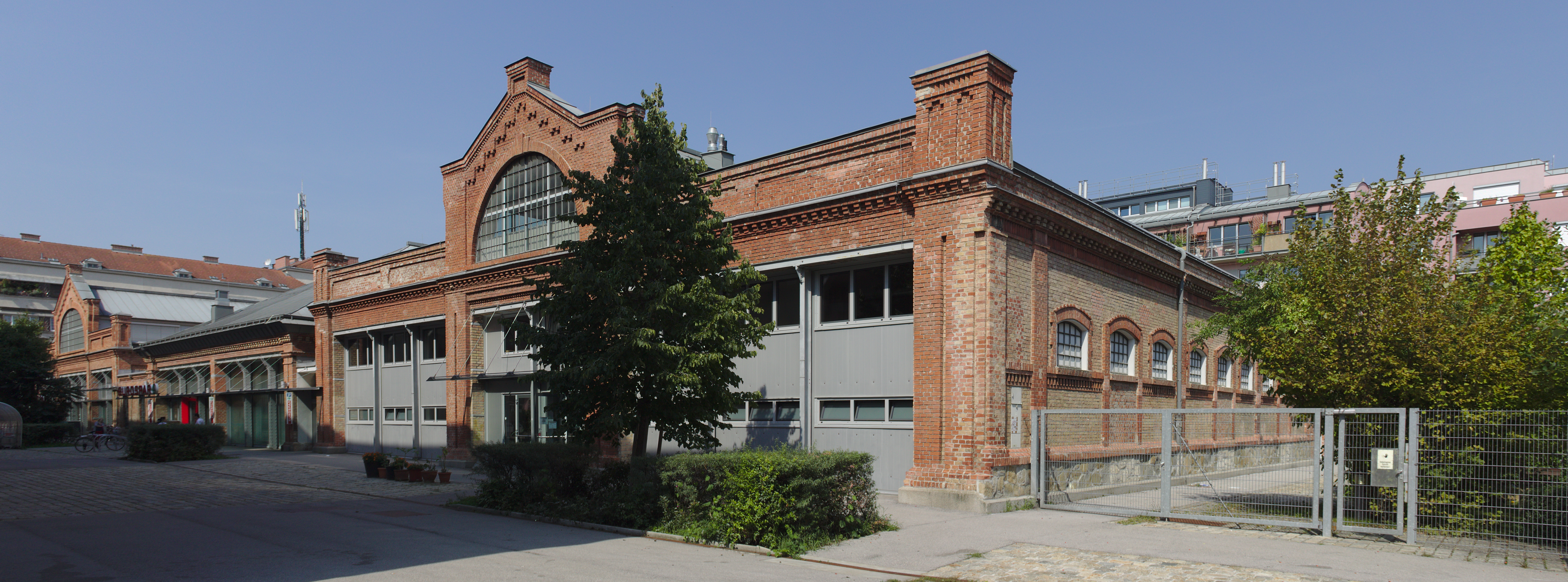
Ehemalige Straßenbahnremise
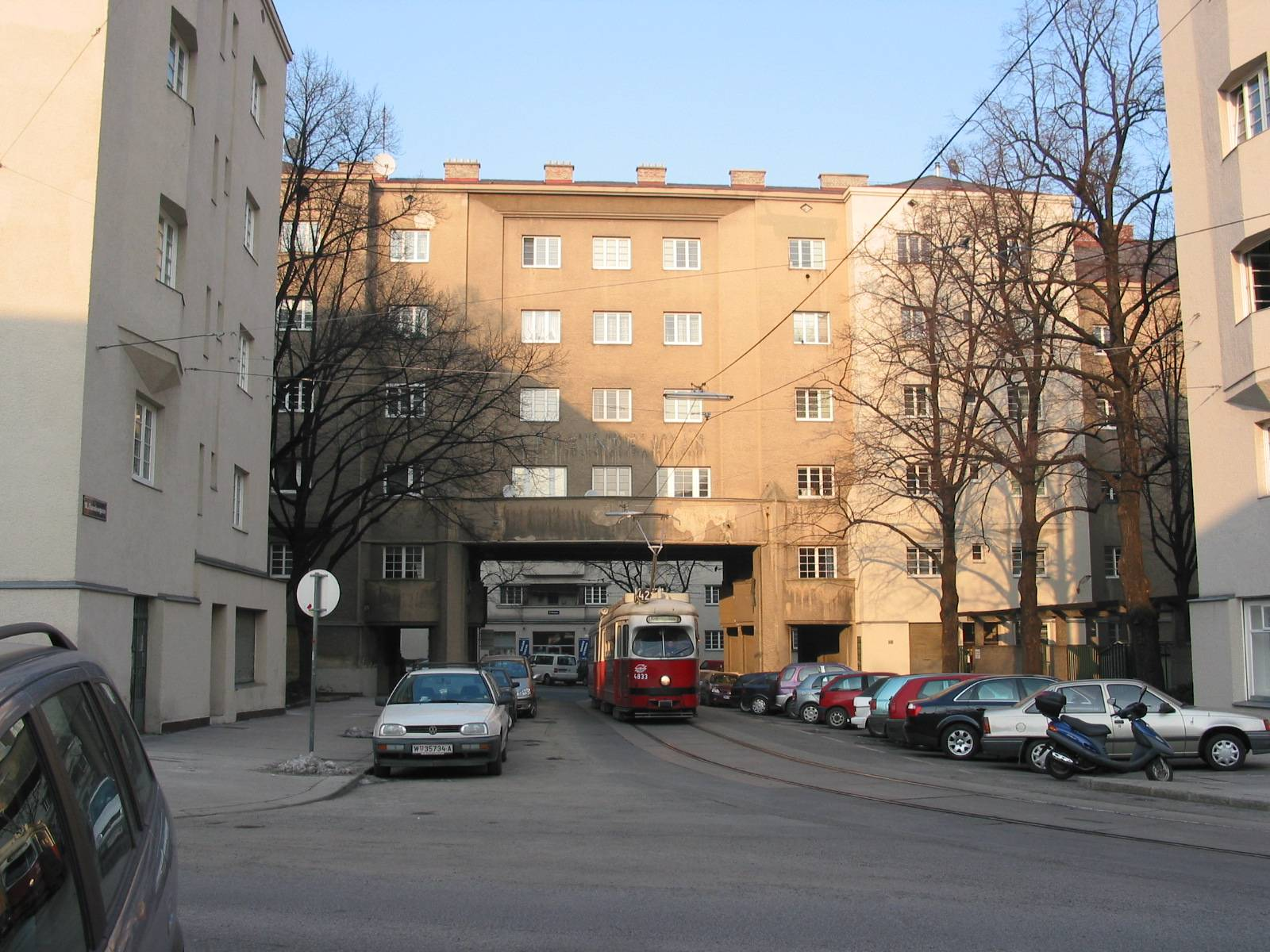
Pfannenstielhof
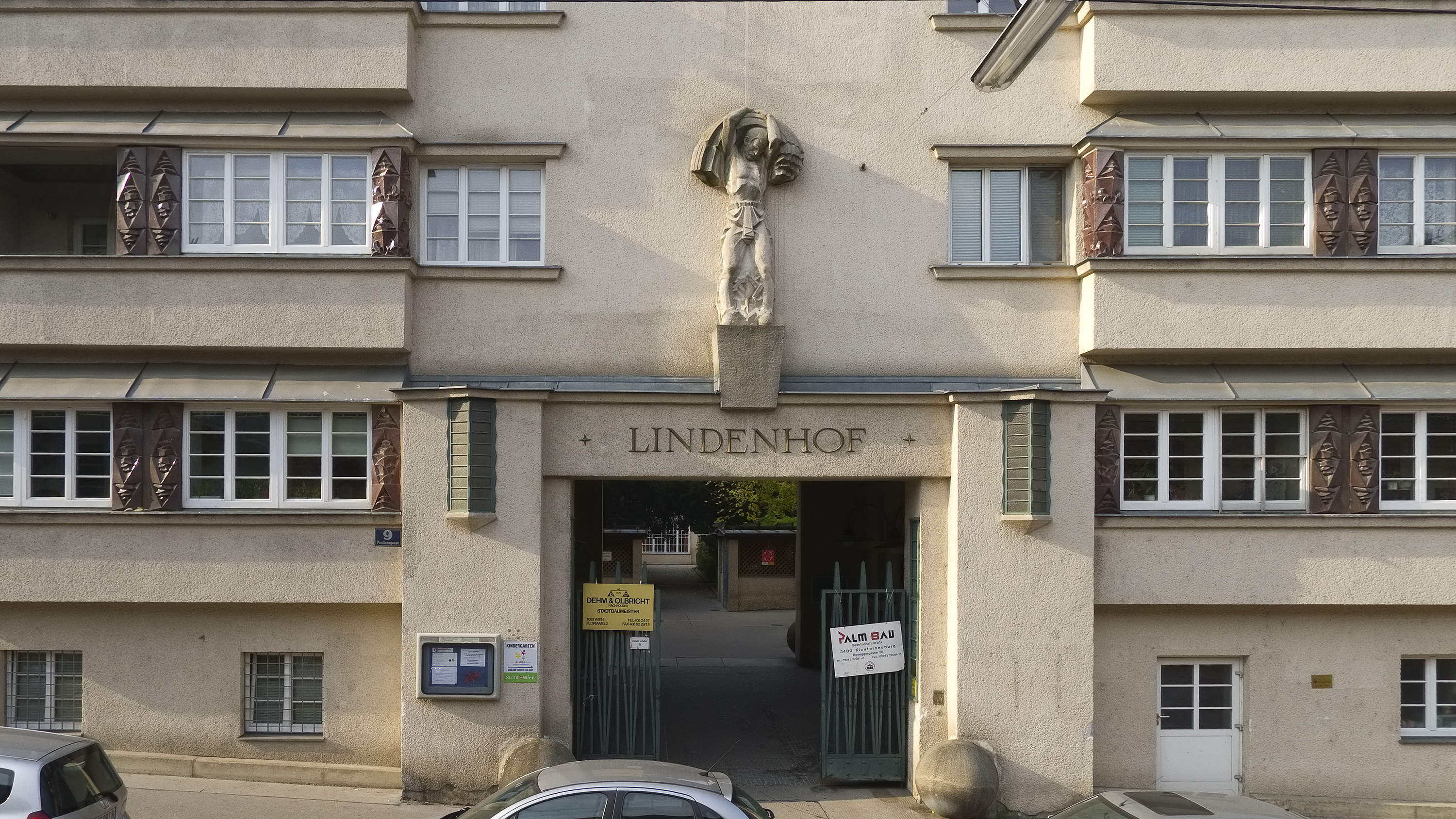
Lindenhof